# Enceinte de Mariembourg
Ne doit pas être confondu avec Forteresse teutonique de Marienbourg ou Forteresse de Marienberg.
L'enceinte de Mariembourg est un ancien ensemble de fortifications qui protégeait la ville de Mariembourg, dans la province de Namur.

## Origine (1546)

### Description

Plan en 1553 d'après le plan de Sébastien van Noyen

Donato de Boni est chargé de concevoir l'enceinte de la ville. Les travaux sont commencés à la fin de mai 1546 et en septembre Marie de Hongrie annonce que la ville est apte à se défendre et elle reçoit sa garnison. L'enceinte carrée comporte quatre bastions : 1. de la Reine ; 2. du Prince ; 3. de l'Empereur et 4. d'Aarschot. Les bastions 1 et 2 sont à flancs brisés et places basses dans les flancs avec accès souterrain depuis la ville aux places basses. Les bastions 3 et 4 sont à orillons également dotés de places basses (avec accès direct depuis la ville), chaque bastion possède une poterne débouchant dans le revers de l'orillon de son flanc droit (avec accès probable depuis les places basses). L'enceinte ne dispose que d'une unique porte, au sud-ouest sur la courtine 1-4, dite de France (car sur la courtine face à celle-ci) disposée dans un rentrant de la courtine à droite du bastion de la Reine (1). Cette disposition va par la suite être modifiée, la porte étant supprimée et remplacée par une autre au centre de cette courtine.

## Liste des ouvrages
| Nom           | Alias                       | Type    | Numéro (1693) | Remarques |
| ------------- | --------------------------- | ------- | ------------- | --------- |
| Dauphin (du)  | Prince (du)                 | bastion | 2             |           |
| France (de)   |                             | porte   |               |           |
| Reine (de la) |                             | bastion | 1             |           |
| royal         | Empereur (de l') ; impérial | bastion | 3             |           |
| Roi (du)      | Aarschot (d')               | bastion | 4             |           |